# یکه‌باغ (صالح‌آباد)
یکه باغ (تربت جام)، روستایی از توابع بخش صالح‌آباد شهرستان تربت جام در استان خراسان رضوی ایران است.

## جمعیت
این روستا در دهستان باغ کشمیر قرار دارد و براساس سرشماری مرکز آمار ایران در سال ۱۳۸۵، جمعیت آن ۱۶۳ نفر (۳۹خانوار) بوده‌است.
قومیت و طایفه ها = طایفه های.  بلوچ‌های خراسان .  حسن زایی(حسن زاده) کورخیلی (سالارخانی) و خاندان های  . افشار .راستی مقدم .  محمدی . پرانه.